# Литвинов, Дмитрий Григорьевич
Дми́трий Григо́рьевич Литви́нов (10 октября 1909, село Репецкая Плата, Мантуровский район, Курская область — 1968) — председатель колхоза имени Кирова Ленинского (сельского) района Курской области. Герой Социалистического Труда (07.12.1957).

## Биография
10 октября в 1909 году в селе Репецкая Плата, Мантуровского района, Курской области родился Дмитрий Григорьевич Литвинов.
С декабря 1940 года в рядах Красной армии. Участник Великой Отечественной войны. Был на Воронежском и Степном фронтах. Великую Отечественную войну завершал в звание лейтенант, командиром штабного взвода 677-го отдельного батальона связи 107-й стрелковой дивизии 1-го и 4-го Украинских фронтов. В ходе военных действий был ранен и контужен. Удостоен ордена Красной Звезды.
С 1950 года председатель колхоза имени Кирова Ленинского (сельского) района Курской области.
Возглавил один из самых отстающих колхозов Ленинского района. Однако, сумел переломить ситуацию и за 7 лет вывести хозяйство в передовые.
Под руководством Литвинова колхоз превратился в передовое хозяйство с устойчиво высокими для Курской области урожаями зерновых культур, сахарной свёклы, продуктивным животноводством.
7 декабря 1957 года был удостоен звания Герой Социалистического Труда.
К 1960 году средний надой молока от фуражной коровы составил 3500 килограммов. Средние надои по области в ту пору не превышали 2800 килограммов. Доходы колхоза выросли в пять раз. 18 лет председатель трудился без отдыха не покидая территории вверенного ему хозяйства.
Избирался в состав областного Совета депутатов, был членом Курского Обкома КПСС.
Умер, находясь в должности руководителя, в 1968 году от сердечной недостаточности.

## Награды
Имеет следующие награды, за трудовые и боевые успехи:
- Герой Социалистического Труда (07.12.1957);
- Орден Ленина (1957);
- Орден Красной Звезды (05.05.1945);
- Орден Трудового Красного Знамени (1966).